# Karen Legg
Karen Legg, nach Heirat Karen Crumpler (* 3. Juni 1978 in Poole, England), ist eine ehemalige britische Schwimmerin. Sie gewann bei Weltmeisterschaften auf der 50-Meter-Bahn eine Goldmedaille, auf der 25-Meter-Bahn erschwamm sie zwei Goldmedaillen sowie je eine Silber- und Bronzemedaille. Bei Commonwealth Games erhielt sie eine Goldmedaille, vier Silber- und zwei Bronzemedaillen. Hinzu kamen zwei Bronzemedaillen bei Europameisterschaften auf der Kurzbahn.

## Sportliche Karriere
Bei den Commonwealth Games 1998 in Kuala Lumpur belegte Karen Legg den vierten Rang über 200 Meter Freistil. Sie schwamm außerdem in der englischen 4-mal-100-Meter-Freistilstaffel und in der 4-mal-200-Meter-Freistilstaffel und gewann jeweils die Silbermedaille hinter den Australierinnen. Bei den Kurzbahneuropameisterschaften 1998 in Sheffield wurde Karen Legg Dritte über 400 Meter Freistil hinter der Niederländerin Carla Geurts und der Britin Vicki Horner. Anfang April 1999 fanden die Kurzbahnweltmeisterschaften in Hongkong statt. Legg schwamm im Vorlauf der 4-mal-100-Meter-Freistilstaffel. Im Finale siegten Alison Sheppard, Claire Huddart, Karen Pickering und Sue Rolph mit über zwei Sekunden Vorsprung vor den Niederländerinnen und den Australierinnen. Die 4-mal-200-Meter-Freistilstaffel mit Claire Huddart, Karen Legg, Nicola Jackson und Karen Pickering erreichte den zweiten Platz hinter den Schwedinnen. Die Europameisterschaften 1999 wurden Ende Juli in Istanbul ausgetragen. Die 4-mal-200-Meter-Freistilstaffel mit Legg, Jackson, Karen Nisbet und Pickering hatte als Vierte im Ziel 0,25 Sekunden Rückstand auf die drittplatzierten Rumäninnen.
Im März 2000 bei den Kurzbahnweltmeisterschaften in Athen wurde Legg Siebte über 200 Meter Freistil. Die 4-mal-200-Meter-Freistilstaffel siegte in der Besetzung Claire Huddart, Nicola Jackson, Karen Legg und Karen Pickering mit anderthalb Sekunden Vorsprung vor der Staffel aus den Vereinigten Staaten und stellte dabei einen Weltrekord auf der Kurzbahn auf. In der 4-mal-100-Meter-Freistilstaffel siegten die Schwedinnen vor den Deutschen, Sheppard, Huddart, Legg und Pickering erhielten die Bronzemedaille. Im September wurden in Sydney die Olympischen Spiele 2000 eröffnet. Die britische 4-mal-200-Meter-Freistilstaffel mit Jackson, Legg, Janine Belton und Pickering hatte auf dem sechsten Platz fünf Sekunden Rückstand auf den dritten Platz. Im Dezember 2000 trat Legg noch bei den Kurzbahneuropameisterschaften in Valencia an. Über 200 Meter Freistil erschwamm sie die Bronzemedaille hinter der Slowakin Martina Moravcová und Karen Pickering.
Bei den Weltmeisterschaften in Fukuoka gewannen Nicola Jackson, Janine Belton, Karen Legg und Karen Pickering den Weltmeistertitel mit über zweieinhalb Sekunden Vorsprung vor den Deutschen. Die Bronzemedaille ging an die Japanerinnen, nachdem die zweitbeste Staffel der Vorläufe aus Australien im Finale genauso disqualifiziert worden war wie die viertbeste Staffel der Vorläufe aus den Vereinigten Staaten. Auch 2002 konzentrierte sich Legg auf einen internationalen Höhepunkt: die Commonwealth Games 2002 in Manchester. Über 100 Meter Freistil belegte sie den dritten Platz hinter der Australierin Jodie Henry und der Südafrikanerin Helene Muller. Über 200 Meter Freistil siegte Karen Pickering vor Karen Legg. Hinzu kamen die Silbermedaille mit der 4-mal-100-Meter-Freistilstaffel, die Goldmedaille mit der 4-mal-200-Meter-Freistilstaffel und die Bronzemedaille mit der 4-mal-100-Meter-Lagenstaffel. 2003 bei den Weltmeisterschaften in Barcelona belegte Legg mit der 4-mal-100-Meter-Freistilstaffel den fünften Platz. Mit der Lagenstaffel wurde sie Achte. Die britische 4-mal-200-Meter-Freistilstaffel belegte den vierten Platz.
Die 1,63 Meter große Karen Legg schwamm für die Ferndown Otters.